# سیاه‌درکا
سیادِرکا، محله‌ای است از توابع شهر مرزی‌کلا، بخش بابل‌کنار، شهرستان بابل در استان مازندران ایران. این محله تا پیش از شهر شدن مرزی‌کلا در سال ۱۳۷۹، روستایی از توابع شهرستان بابل بوده‌است.

## جمعیت
این روستا در دهستان بابل‌کنار قرار دارد و براساس سرشماری مرکز آمار ایران در سال ۱۳۸۵، جمعیت آن ۱۱۲۹ نفر (۲۹۰خانوار) بوده‌است.